# Schiffdorferdamm
Schiffdorferdamm, Bremerhaven-Schiffdorferdamm — dzielnica miasta Bremerhaven w Niemczech, w okręgu administracyjnym Süd, w kraju związkowym Brema. 